# Vico Canavese
Vico Canavese is een gemeente in de Italiaanse provincie Turijn (regio Piëmont) en telt 883 inwoners (31-12-2004). De oppervlakte bedraagt 32,8 km², de bevolkingsdichtheid is 27 inwoners per km².
De volgende frazioni maken deel uit van de gemeente: Novareglia, Drusacco en Inverso.

## Demografie
Vico Canavese telt ongeveer 469 huishoudens. Het aantal inwoners daalde in de periode 1991-2001 met 3,3% volgens cijfers uit de tienjaarlijkse volkstellingen van ISTAT.
| Jaar | Inwoneraantal |
| ---- | ------------- |
| 1991 | 933           |
| 2001 | 902           |

## Geografie
Vico Canavese grenst aan de volgende gemeenten: Champorcher (AO), Pontboset (AO), Valprato Soana, Quincinetto, Traversella, Brosso, Trausella, Meugliano, Lessolo, Alice Superiore en Rueglio.

## Galerij

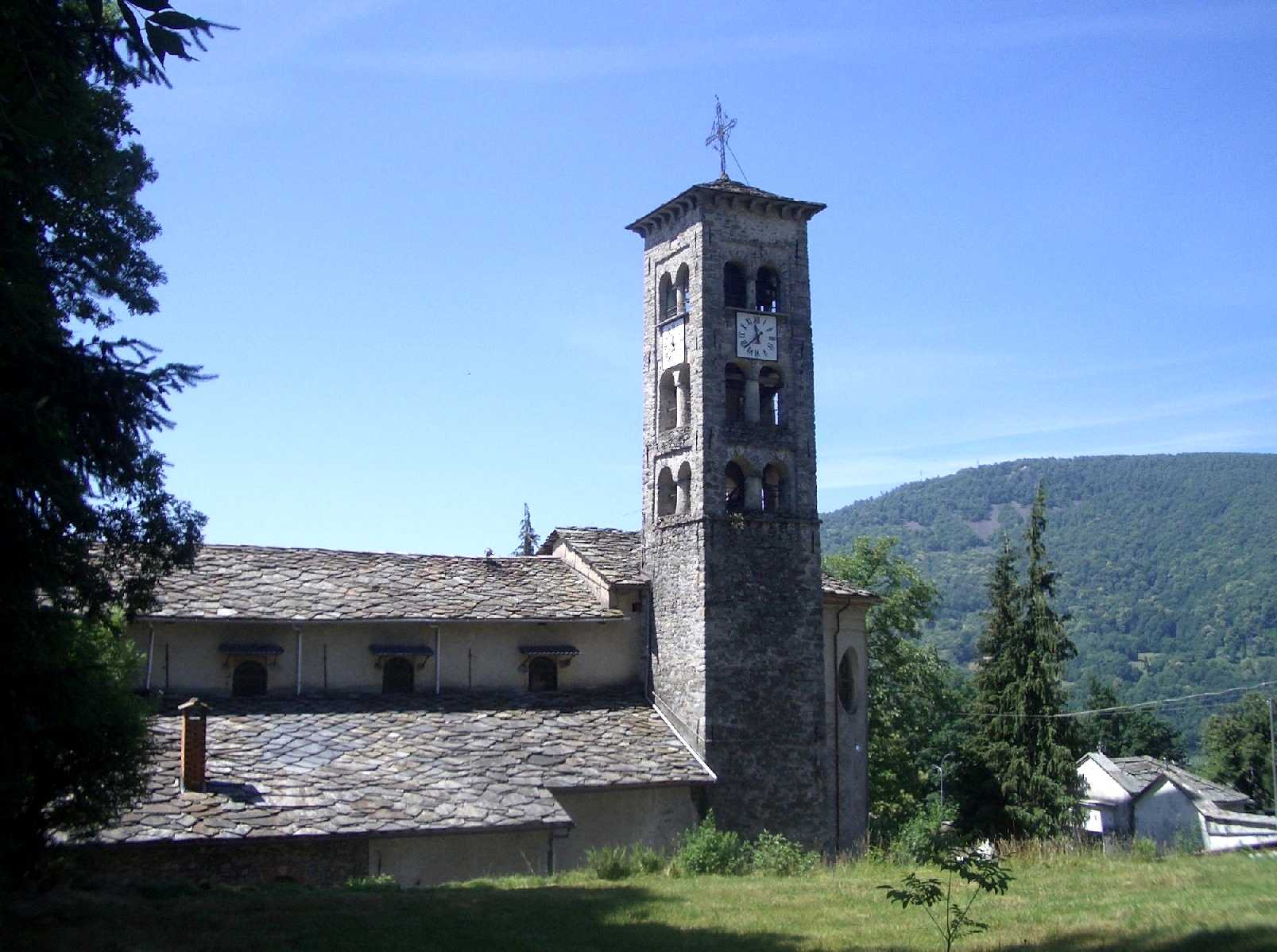
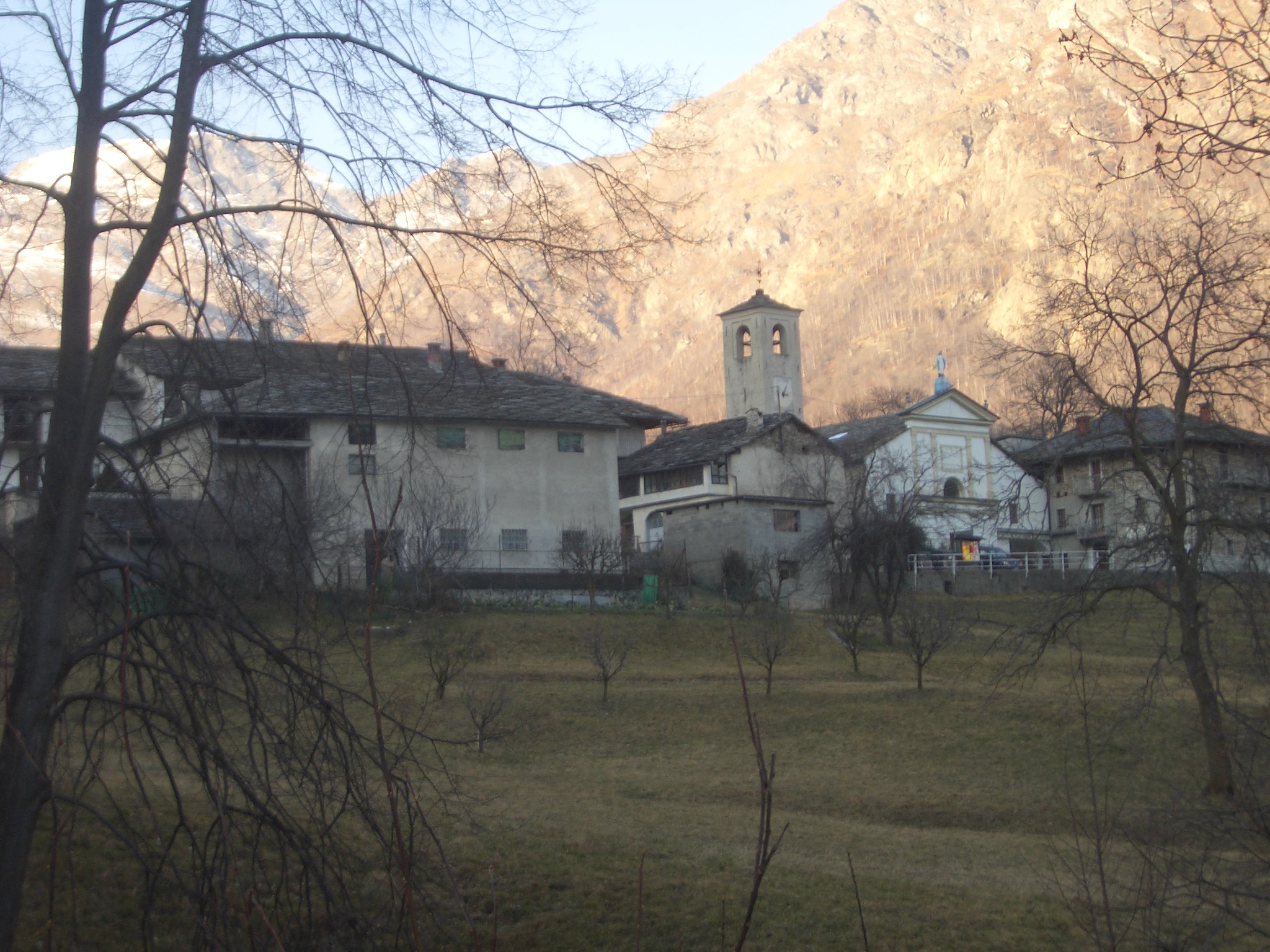
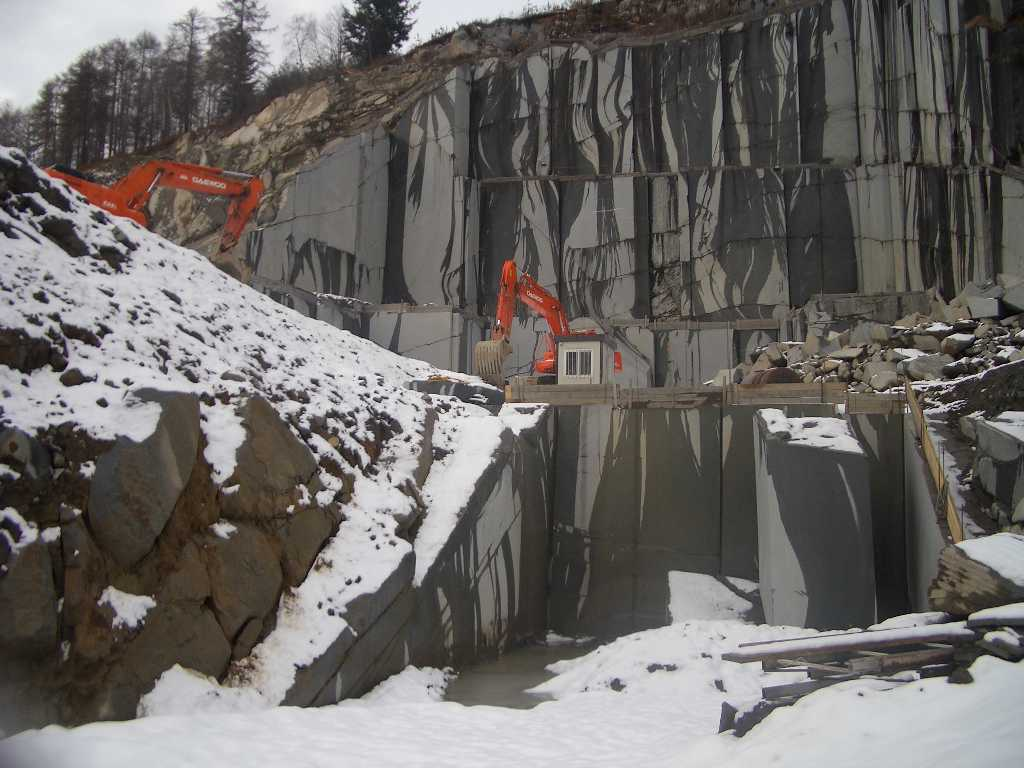